# Guerra russo-turca (1686-1700)
La guerra russo-turca de 1686-1700 va ser un dels teatres de la Gran Guerra Turca a la fi del segle xvii per fer retrocedir l'Imperi Otomà.
El conflicte russo-otomà va començar quan Rússia, llavors governada per la regent Sophia Alexeievna, que seria destituïda del tron pel seu germà Pere el Gran el 1689, es va unir a la coalició antiturca que comprenia Àustria, Polònia i Venècia el 1686. Durant la guerra, els exèrcits russos van establir les campanyes de Crimea del 1687 i el 1689 i les campanyes d'Azov del 1695 i el 1696.
Amb la preparació de Rússia per a la Gran Guerra del Nord amb l'Imperi Suec i les altres nacions, que va signar el tractat de Karlowitz amb la Sublim Porta el 1699, el govern del tsar va concloure el tractat de Constantinoble amb l'Imperi Otomà el 1700, posant fi a la guerra.